# Jörnträhus
Jörnträhus är ett företag i Skellefteå kommun som tillverkar prefabricerade små- och fritidshus. Företaget grundades 1932 och fabriken ligger i Jörn. 

## Historia
Jörnträhus grundades 1932 och sysslade då med trä och träförädling. På 1960-talet började man tillverka hus samt arbeta med timmer. Företaget förknippade då främst med timrade friggebodar och stugor. År 2011 gick riskkapitalbolaget Ackra invest in som delägare men i oktober 2013 försattes Jörnträhus och dess moderbolag Jörnträ i konkurs. Konkursboet förvärvades under hösten samma år av Contractor. Vid nystarten var åtta anställda kvar sedan tidigare. Man valde att ändra inriktning på produktionen från standard- till premiumleverantör. År 2017 var 19 personer anställda. Under Covid-19-pandemin ökade försäljningen av fritidshus kraftigt. För Jörnträhus innebar det en ökning på 400 procent jämfört med 2020 då omsättningen uppgick till 61,5 miljoner kronor. Det gjorde även att företaget investerade i en ny produktionslina som skulle öka produktionskapaciteten med 40 procent.
Efter att konjunkturen försämrats varslade Jörnträhus bolagets tjänstemän i oktober 2022. Då hade företaget totalt 40 anställda varav 27 på fabriken och 13 tjänstemän. I augusti 2023 varslades samtliga 25 anställda då ränteökningar lett till minskad efterfrågan på nyproducerade bostäder. I oktober samma år offentliggjordes att Skebo gjort beställningar på nya bostäder varför varslet lades på is.